# ميخائيل ليف
ميخائيل ليف (بالعبرية: מישה לב‏) (بالأوكرانية: Міша Лев)‏ هو كاتب إسرائيلي وأوكراني، ولد في 3 يوليو 1917 في Pohrebyshche ‏ في أوكرانيا، وتوفي في 23 مايو 2013 في رحوفوت في إسرائيل.